# همزاد من
«همزاد من» تک‌آهنگی از گروه موسیقی متال سوئدی کاتاتونیا است که در سال ۲۰۰۶ منتشر شد. این ترانه نخستین تک‌آهنگ از هفتمین آلبوم استودیویی این گروه موسیقی مسافت سرد بسیار دور است. موزیک ویدئوی این ترانه توسط چارلی گرنبرگ کارگردانی شد. این تک‌آهنگ در جدول موسیقی فنلاند جایگاه نهم را بدست آورد.

## فهرست آهنگ
موسیقی همهٔ ترانه‌ها توسط Renkse and Nyström ساخته شده‌است.
| شماره | نام                    | سراینده | مدت  |
| ----- | ---------------------- | ------- | ---- |
| ۱.    | «همزاد من»             | Renkse  | ۳:۴۳ |
| ۲.    | «همزاد من (Opium Dub)» | Renkse  | ۴:۱۷ |
| ۳.    | «جابه‌جاشده»            | Renkse  | ۵:۱۶ |
| ۴.    | «Dissolving Bonds»     | Nyström | ۳:۴۲ |

## دست‌اندرکاران
- Jonas Renkse – خوانندگی، گیتار، ساز شستی‌دار، loops, programming, جلوه‌های صوتی
- Anders Nyström – گیتار، کیبورد، loops, programming, افکت‌های صوتی
- فردریک نورمن – گیتار
- متیاس نورمن – گیتار بیس
- Daniel Liljekvist – درام (ساز)

### دیگر دست‌اندرکاران
- جنز بگرن – کیبورد، loops, programming, افکت‌های صوتی
- دیوید کستیلو – کیبورد، loops, programming, افکت‌های صوتی
- پیتر دمین – drum tech, ساز کوبه‌ای